# Mebrahtom Keflezighi
Mebrahtom «Meb» Keflezighi (Samara, Eritrea, 5 de mayo de 1975) es un atleta estadounidense, especializado en carreras de larga distancia como la maratón. Es medallista de plata de los Juegos Olímpicos en la disciplina de la maratón del año 2004 y terminó en cuarto lugar en el Juegos Olímpicos de Londres 2012.
Él y su familia eran refugiados de Eritrea a través de Italia a Estados Unidos cuando tenía doce años. Keflezighi es cristiano.
Echó a correr, mientras que en una escuela secundaria estadounidense (Roosevelt Middle School (San Diego, California) en San Diego, llegando a ganar tanto en los 1600 metros y 3200 en el Campeonato del CIF del Estado de California en 1994 por San Diego High School.  La distinción de cosecha propia historia de Estados Unidos Keflezighi está corriendo lo diferencian de otros nacidos en África deportistas de élite, como Bernard Lagat, cuyo cambio de domicilio y la ciudadanía había sido por razones en gran parte la competencia. Keflezighi se convirtió en ciudadano naturalizado de los Estados Unidos en 1998, el mismo año en que se graduó de la UCLA. Mientras que en la UCLA Keflezighi recibido numerosos premios All-American y otros reconocimientos. Él ganó cuatro campeonatos de la NCAA en la temporada 1996-97, incluyendo el título de travesía, los 10 000 metros al aire libre y los 5000 metros en interiores y al aire libre en la pista de títulos .
Keflezighi es un campeón nacional tres veces en funcionamiento a campo través, después de haber ganado el Campeonato de Cross Country EE.UU. en 2001, 2002 y 2009. 
En los Juegos Olímpicos 2004, Keflezighi terminó segundo en la maratón masculina, ganando una medalla de plata en el mejor tiempo de la temporada de personal de 2 horas, 11 minutos y 29 segundos. Él terminó 42 segundos por delante del brasileño Vanderlei de Lima, quien dirigía la maratón, hasta que fue empujado fuera del campo por manifestante Cornelius Horan. Esta fue la primera medalla ganada por un estadounidense en el maratón olímpico desde que Frank Shorter ganó el oro en los Juegos Olímpicos de 1972 y se llevó la medalla de plata en los Juegos Olímpicos de Verano de 1976 en Montreal. 
Sus mejores tiempos para algunas distancias estándar son 1500 metros de 3:42.29, establecido en 1998; 13:11.77 para 5000 metros, establecido en 2000; 27:13.98 para 10 000 metros, logrado en 2001 (un récord estadounidense que se mantuvo hasta 2010); y 2:09:08 en el maratón, ambientada en 2012 en los EE.UU. Olympic Trials 2012 (Houston).
En 2007, Keflezighi sufrió de deshidratación y al año siguiente, se rompió la cadera durante los ensayos olímpicos de la maratón de Estados Unidos en el Parque Central el año 2008. Él acabó en el octavo lugar y no calificó para el equipo. Durante la carrera, su amigo y compañero de entrenamiento de Ryan Shay murió de un ataque al corazón. 
Él ganó el 2009 New York City Marathon, estableciendo una marca personal de 2:09:15. Keflezighi fue el primer estadounidense en ganar la maratón desde 1982. 
El 19 de abril de 2010 Keflezighi pasó la tercer mejor crono de 2:09:26 mientras terminaba 5 º en la 114 ª Maratón de Boston, a pesar de la formación en la mitad de su kilometraje habitual con una lesión en la rodilla. Corrió con los líderes de gran parte de la carrera antes de disminuir al final.  Él corrió la Maratón de San José mitad como parte de su preparación para la defensa del título de Nueva York y ganó cómodamente por un margen de tres minutos, terminando en 01:01:45. Más tarde iría a terminar en el sexto lugar (primer finisher EE.UU.) en el 2010 Maratón de Nueva York.
En 2011 publicó un Keflezighi PR en el maratón de 2:09:13 en Nueva York. Una vez más, quedó en sexto lugar y el primer clasificador EE.UU.
Keflezighi vive y entrena en Mammoth Lakes, California, y es miembro de la New York Athletic Club (Anunciado 4 de noviembre de 2011).
El 11 de octubre de 2010, publicó su autobiografía, Run To Overcome, que fue publicada por Tyndale House Publishers. El libro, escrito en colaboración con el conocido periodista deportivo Dick Patrick, incluido recuerdos sobre los hitos más importantes de su vida, como sus competencias olímpicos y otros se destacan en ejecución, así como sus primeros años, previos a la fecha. Él es también la fuerza impulsora detrás de la Fundación MEB, el «MEB»: la de «mantener el equilibrio excelente», que principalmente promueve la vida sana, y otros estilos de vida positivos y motivación para los jóvenes en edad escolar.
El 14 de enero de 2012, Keflezighi ganó los EE.UU. olímpico Trial Maratón de Houston con un tiempo de 2:09:08, que fue una nueva marca personal en 5 segundos. Él es el más viejo ganador de la Maratón Olímpica de Ensayos a los 36 años. 
El 12 de agosto de 2012, Keflezighi terminó cuarto en los Juegos Olímpicos de Verano 2012, con un tiempo de 2:11:06.
El 21 de abril de 2014, Keflezighi ganó el Maratón de Boston.